# Maurizia Cacciatori
Maurizia Cacciatori (ur. 6 kwietnia 1973 w Carrarze) – włoska siatkarka, reprezentantka kraju. Grała na pozycji rozgrywającej. Karierę sportową zakończyła w 2007 roku w Hiszpanii. W reprezentacji Włoch rozegrała 228 meczów, zadebiutowała 27 listopada 1991 roku w Apeldoorn w meczu przeciwko Rosji (0:3). Największe sukcesy odnosiła z Foppapedretti Bergamo. Po zakończeniu kariery sportowej została komentatorką SKY Sport, dla której to stacji komentowała mecze Serie A1.

## Kariera
- Carrareze 1986–1987
- Valsega Carrara 1987–1988
- Cosaid Carrarese 1988–1989
- Pallavolo Sirio Perugia 1989–1993
- Impresem Agrigento 1993–1995
- Foppapedretti Bergamo 1995–1998
- Ester Napoli 1998–1999
- Foppapedretti Bergamo 1999–2003
- Marichal Tenerife 2003–2005
- Original Marines Arzano 2005–2006
- Icaro Volley Palma 2006–2007

## Osiągnięcia reprezentacyjne
- 1999:  Mistrzostwa Europy
- 2001:  Mistrzostwa Europy
- 2001:  Igrzyska Śródziemnomorskie

## Osiągnięcia klubowe
- Mistrzostwo Włoch: 1996,1997,1998,2002
- Mistrzostwo Hiszpanii: 2003,2004
- Puchar Włoch: 1992,1996,1997,1998
- Puchar Hiszpanii: 2004
- Superpuchar Włoch: 1996,1997,1999
- Liga Mistrzyń: 1997,2000,2004
- Puchar Konfederacji CEV: 1999